# Mu Guiying
Mu Guiying (穆桂英) é uma heroína lendária da antiga Dinastia Sung do Norte da China e uma figura proeminente nas lendas da coleção Generais da Família Yang. Ela é esposa de Yang Zongbao e mãe de Yang Wenguang. Corajosa, resoluta e leal, Mu é o símbolo cultural de uma mulher firme.

## Lendas
Mu Guiying praticou artes marciais desde jovem por causa de seu pai, Mu Yu (穆羽), que era uma bandido que governou a Fortaleza de Muke (穆柯寨). Um dia, Yang Zongbao, o guerreiro mais jovem do ilustre clã Yang, foi à fortaleza exigindo a Floresta Domada do Dragão (降龍木) por ordem de seu pai, o marechal Yang Yanzhao. Mu recusou, então eles lutaram em um duelo que resultou na captura de Yang Zongbao. Enquanto Yang Zongbao se recusava a se render e exigia a morte, Mu se sentiu atraída por seu prisioneiro e corajosamente fez uma proposta de casamento, que Yang Zongbao acabou aceitando. Depois que Yang Zongbao voltou e relatou os eventos, Yang Yanzhao, então enfurecido, ordenou que o filho desonrado fosse executado. Para salvar Yang Zongbao, Mu saiu da fortaleza e travou uma batalha com Yang Yanzhao, também o capturando. Mu se desculpou com seu futuro sogro e, finalmente, Yang Yanzhao concordou com o casamento e deu as boas-vindas a Mu em sua família e tropas.
Mu desempenhou um papel importante na batalha seguinte contra as forças de Khitan, especialmente na quebra da sua anteriormente imparável Formação da Porta Celestial (天門陣).
Mu Guiying teve 2 filhos com Yang Zongbao, o filho Yang Wenguang e a filha Yang Jinhua.

## Legado
Mu Guiying às vezes é venerada como uma deusa da porta, geralmente em conjunto com Qin Liangyu.
A cratera Mu Guiying em Vênus tem o nome dela.
Durante o período do Grande Salto Adiante da China (1958-1960), Mu Guiying foi amplamente elogiada e foi criada uma Brigada Mu Guiying liderada por mulheres.

## Retratação em filmes e séries de TV

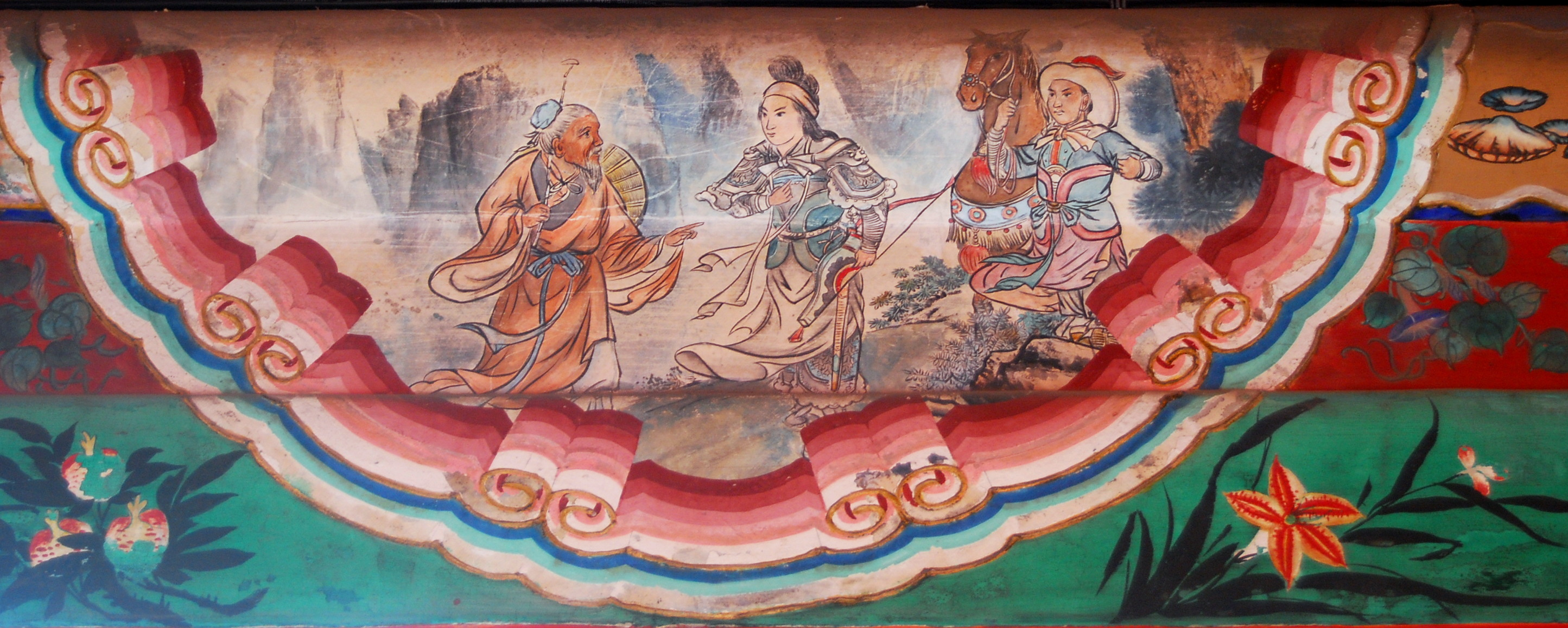
Um pintura mural do século XIX no Longo Corredor do Palácio de Verão, Pequim, retratando Mu Guiying com um curandeiro

- Ivy Ling Po em The 14 Amazons (1972)
- Liza Wang em Young's Female Warrior (1981)
- Bonnie Ngai em A Courageous Clan: Mu Kuei-ying (1989)
- Zhang Yujia em Generais da Família Yang (1991)
- Mak Ging-ting em Heroic Legend of the Yang's Family & The Great General (1994)
- Amy Chan em The Heroin of the Yangs (1998)
- Ning Jing em Legendary Fighter: Yang's Heroine (2001)
- Fang Xiaoli em The Fire Commander (2001)
- Wang Si-yi em The Heroine Mu Guiying (2004)
- Cecilia Cheung em Legendary Amazons (2011)
- Miao Pu em Mu Guiying Takes Command (2011)
- Siqin Gaowa em Bai Yutang (2013)